# Raión nacional alemán de Vannóvskoye
El Raión nacional alemán de Vannóvskoye (en alemán: Deutschen Nationalkreis Wannowskoje, en ruso: Ванновский немецкий национальный район) fue un raión nacional del krai del Cáucaso Norte (1928-1934), krai de Azov-Mar Negro (1934-1937) y krai de Krasnodar (1937-1941) que existió en la Unión Soviética de 1928 a 1941.
El distrito se formó el 28 de febrero de 1928 en una sección del raión de Kropotkin habitada en su mayoría por alemanes del Cáucaso. Originalmente estuvo constituido por las localidades de Vannóvskoye, Leonovskoye, Semiónovskoye y Sheremétievskoye. A principios de 1941 estaba compuesto por 11 selsovets: Vannóvskoye, Krasni, Léninski, Poselkovi, Leonovskoye, Marinski, Novoivánovski, Novoselovski, Severokubanski, Severin y Semiónovskoye.
El 4 de mayo de 1941, la región fue disuelta, su territorio entró en el raión de Tbilískaya y la población de alemanes étnicos fue deportada a campos de concentración gulags ubicados en Siberia, provocando un genocidio.